# Bīsotūn
Bīsotūn (persiska: بیستون) är en ort i Iran.   Den ligger i provinsen Kermanshah, i den nordvästra delen av landet, 400 km väster om huvudstaden Teheran. Bīsotūn ligger 1 297 meter över havet och antalet invånare är 2 075.
Terrängen runt Bīsotūn är varierad. Runt Bīsotūn är det ganska tätbefolkat, med 124 invånare per kvadratkilometer. Närmaste större samhälle är Harsīn, 19,2 km sydost om Bīsotūn. Trakten runt Bīsotūn består till största delen av jordbruksmark.